# Pterapogon kauderni
A Pterapogon kauderni a sugarasúszójú halak (Actinopterygii) osztályának a sügéralakúak (Perciformes) rendjébe, ezen belül a kardinálishal-félék (Apogonidae) családjába tartozó faj.

## Előfordulása

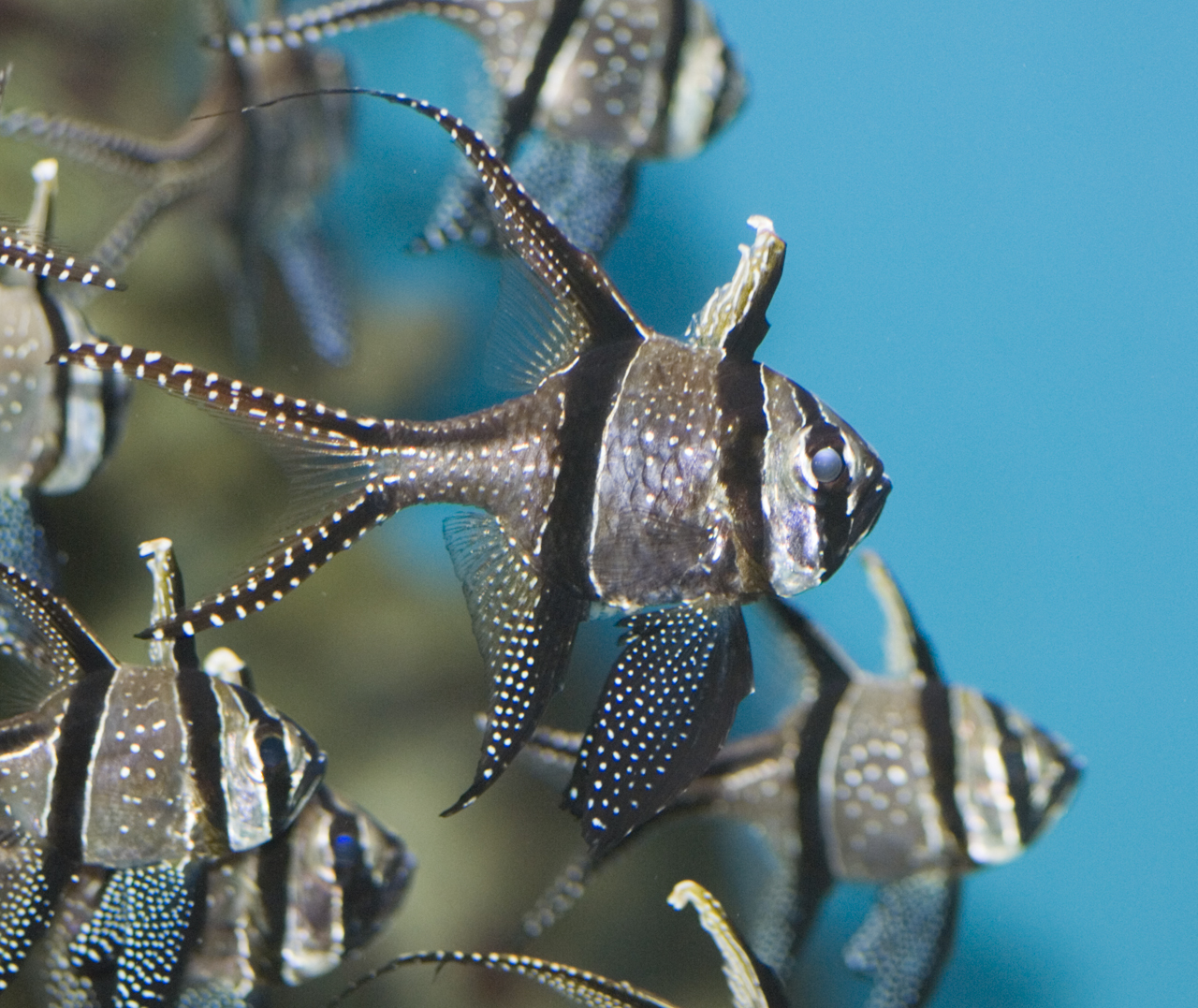
Rajban

A Pterapogon kauderni a Csendes-óceán nyugati felének a középső szakaszánál található meg. Eddig, csak az indonéziai Banggai-szigetek között vették észre. Mivel igen kedvelt akváriumi hal, nagy számban gyűjtik. Emiatt Veszélyeztetett fajnak minősíti a Természetvédelmi Világszövetség (IUCN). A Washingtoni egyezmény II. függelékébe is felvették.

## Megjelenése
Ez a hal legfeljebb 8 centiméter hosszú. A Pterapogon kauderni könnyen felismerhető a sajátságos mintázata miatt. Barna testén, függőleges fekete sávok vannak, amelyek az úszókra is ráfutnak. A testen, de főleg az úszókon és a villás farokúszón fehér pontok láthatók. A második hátúszó és a farok alatti úszó hosszabbak, mint a többiek.

## Életmódja

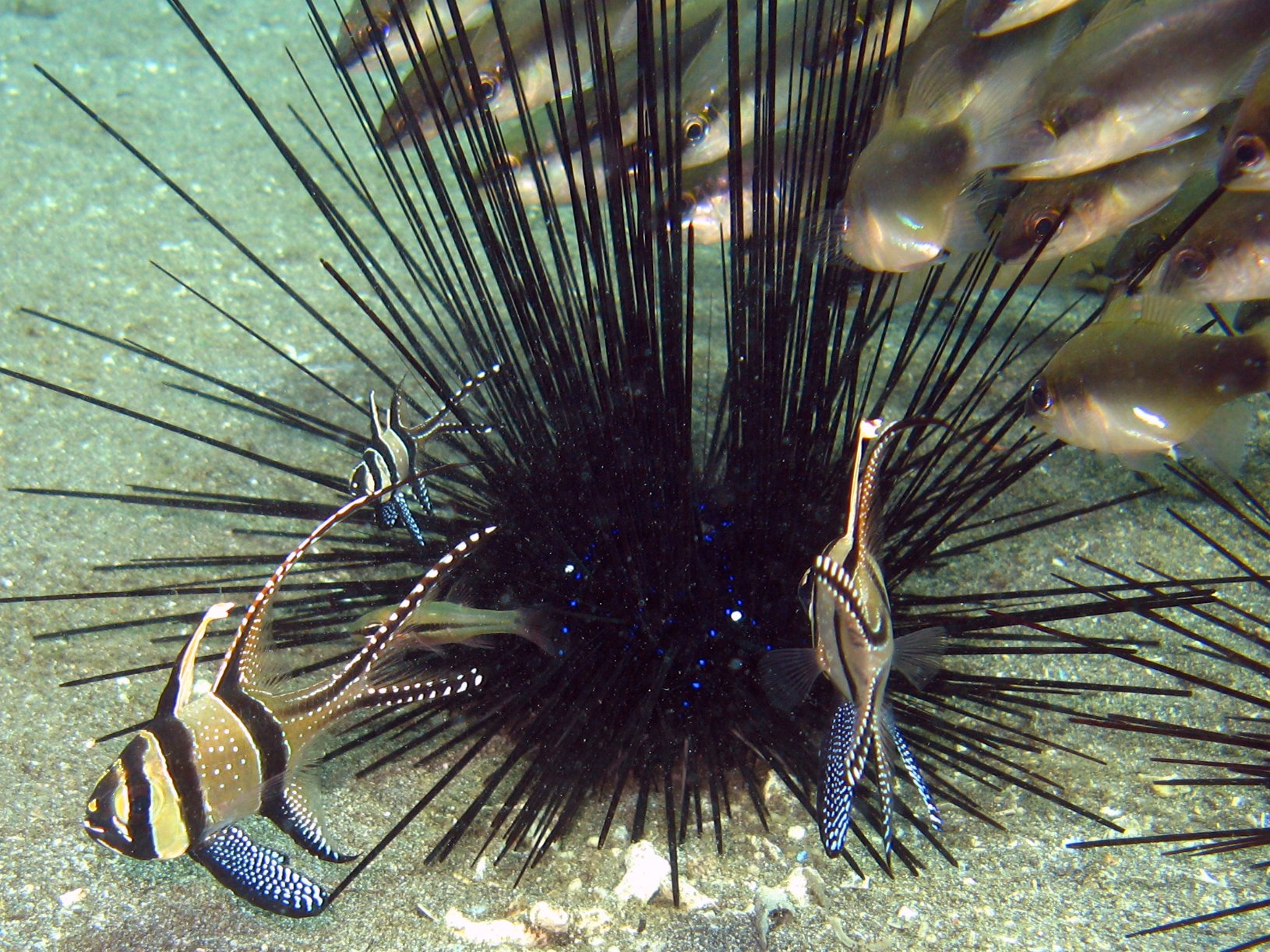
Két hal egy tengerisün társaságában

Trópusi, sósvízi halfaj, amely nem nagyon merül 2 méternél mélyebbre. A homokos és tengerifűvel (Enhalus acoroides) benőtt fenéket kedveli. 20-60 fős rajokban a Diadema setosum nevű tengerisün társaságát keresi. A 2-3 centiméter hosszú ivadékok közelebb úsznak a tengerisünökhöz, a tüskék védelmét keresve ha veszélyt éreznek. Tápláléka kis fenéklakó és planktoni rákok, amelyekre éjszaka vadászik.

## Szaporodása
A 2,5 milliméter átmérőjű ikrákat, a hím költi ki a szájában. Kikelés után az ivadék még egy ideig az apja szájában marad. A Pterapogon kauderninak nincs planktoni időszaka. Miután elhagyta az apja szájának védelmét, az ivadék a tengerisünök vagy akár a tengerirózsák védelmét keresi. Fogságban is felnevelhető.

## Felhasználása
A Pterapogon kauderni kedvelt akváriumi hal, emiatt nagy számban gyűjtik. Táplálékként nem használják.